# Brachygobius
Brachygobius là một chi nhỏ của họ cá Oxudercidae

## Các loài
Chi này hiện hành có các loài sau đây được ghi nhận:
- Brachygobius aggregatus Herre, 1940
- Brachygobius doriae (Günther, 1868): Đây là một loài cá bống từ vùng nước ngọt và lợ của Indonesia, Brunei và Singapore. Loài này có thể đạt tới chiều dài 4,2 xentimét (1,7 in).
- Brachygobius kabiliensis Inger, 1958
- Brachygobius mekongensis Larson & Vidthayanon, 2000
- Brachygobius nunus (F. Hamilton, 1822)
- Brachygobius sabanus Inger, 1958
- Brachygobius sua (H. M. Smith, 1931)
- Brachygobius xanthomelas Herre, 1937
- Brachygobius xanthozonus (Bleeker, 1849)